# Новокрасне (Первомайський район)
Новокра́сне — село в Україні, в Арбузинській селищній громаді Первомайського району Миколаївської області. Населення — 2020 осіб.
Відстань від центру громади становить 11 км, від обласного — 170 км, 9 км від залізничної станції Людмилівка на лінії Колосівка — Помічна Одеської залізниці і за 18 км від автодороги Первомайськ — Вознесенськ — Миколаїв.

## Історія
Село засноване переселенцями з Полтавщини в кінці 1809 року. Прохачами на переселення були козаки Переяславського повіту. Уповноваженими від громади сс. Мала Березанка,Крупілля Малого, Черевки та м. Березані були Пилип Омелян, Василь Величко, Степан Тищенко, Андрій Торощик, Василь Ткаченко та Василь Демченко. З ними прибули Ломаки,майбутні Ломакіни, Пруси, і ще ряд інших сімей. У 1810 р. сюди прибули переселенці з Курської губернії.
З 1812 році в селі був молитвенний будинок, потім коштом переселенців була побудована Успенська церква.
Спочатку Новокрасне було казенним поселенням Ольвіопольского повіту Херсонської губернії. В 1828 році воно стало військовим поселенням 3-го Бузького уланського полку Бузької уланської дивізії, потім 4-го Бузького уланського полку,у 1835—36 роках в окрузі Ольвіопольского уланського полку, з 1837 до 1842 року село перебувало в 12-ій окрузі кавалерійських поселень, а з 1843 року до ліквідації поселень в 11-ій окрузі поселень.
У 1840 році у селі Новокрасному 12-ї округи кавалерійських поселень мешкали 847 військових поселянина чоловічої статі та 663 жіночої, також було 372 хлопчики. Було в селі господарів 1 розряду 78, 2 розряду 95, негосподарів 111; 4  інваліда, які служили та 6 не служивших. В цьому селі поселяни мали 341 коней, волів 591, овець 2655 голів, 12 млинів вітрових. Дворів було 169. Всі поселяни ділились на розряди згідно того, скільки в них було коней, волів, майнового стану.
1859 року:
- у селі військових поселян, Новокрасне Херсонської губернії, мешкало 1331 особа (670 чоловічої статі та 661 — жіночої), налічувалось 211 дворових господарств, існувала православна церква[2].
- у власницькому селі Катеринівка мешкало 346 осіб (229 чоловічої статі та 167 — жіночої), налічувалось 62 дворових господарства[3].

Станом на 1886 рік у колишньому власницькому селі Катеринівка, Благодатнівської волості мешкало 475 осіб, налічувалось 83 дворових господарства.
За даними 1894 року у:
- селі Ново-Красне мешкало 2865 осіб (1413 чоловічої статі та 1452 — жіночої), налічувалось 496 дворових господарств, існували православна церква, земська школа на 125 учнів (113 хлопчики й 12 дівчаток), церковно-парафіяльна школа на 18 учнів (10 хлопчиків й 8 дівчаток), метеорологічна станція, земська поштова станція, 12 лавок, 2 шинка, винний погріб, гуртовий склад вина й спирту, лісовий склад, базари відбувались 50 днів на рік[5].
- селі Катеринівка й економії князя Кантакузена мешкало 655 осіб (335 чоловічої статі та 320 — жіночої), налічувалось 113 дворових господарств, існували 2 лавки[6].

В 1917 році село входить до складу Української Народної Республіки.
Внаслідок поразки Перших визвольних змагань село надовго окуповане більшовиками.

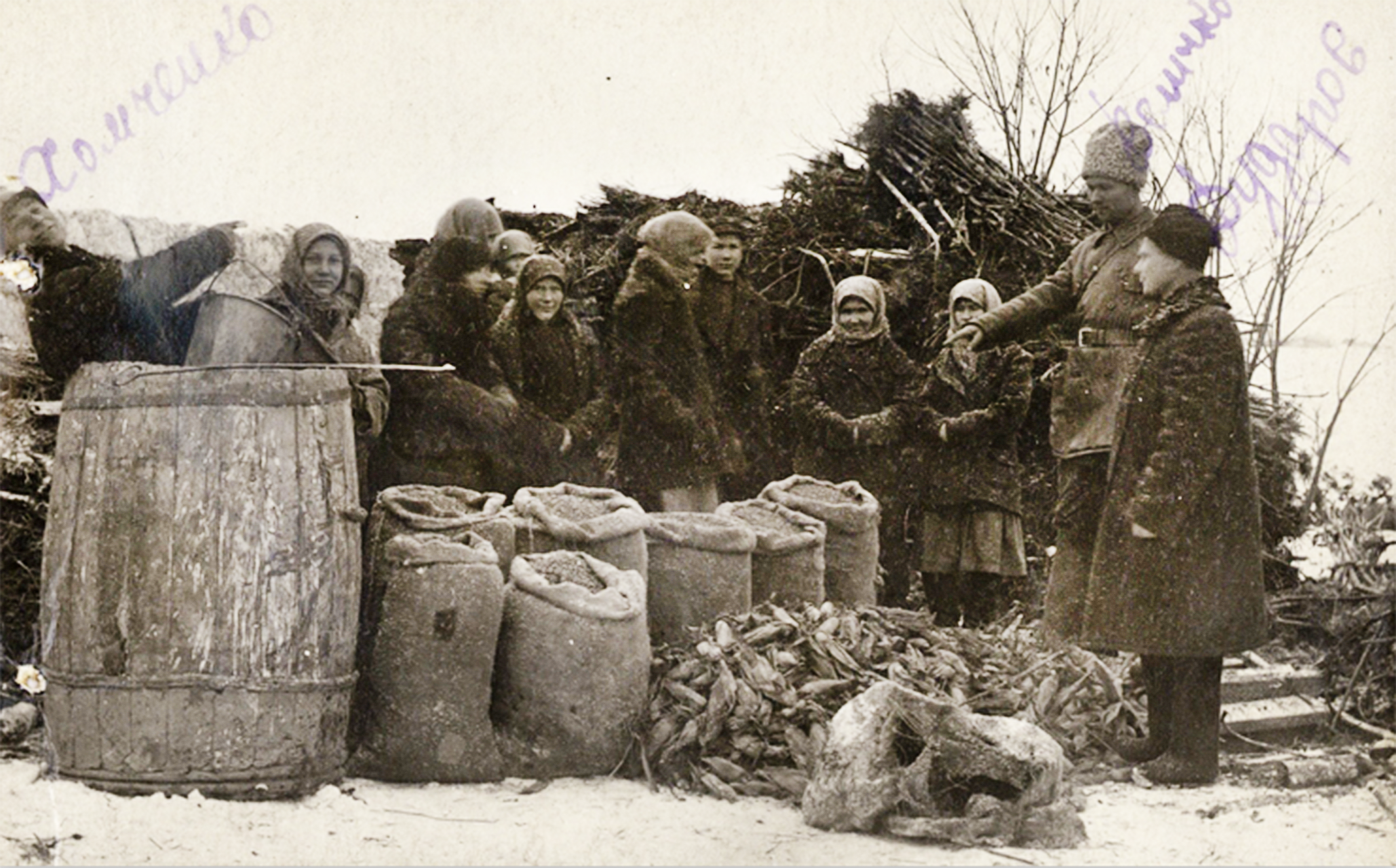
Вилучення овочів у селян із с. Новокрасне, листопад 1932 року.

В 1932–1933 селяни пережили сталінський геноцид.
В німецько-радянській війні на стороні СРСР брали участь 970 жителів села, 623 з них було нагороджено радянськими орденами і медалями, 380 загинуло. Уродженцеві Новокрасного командирові мінометної роти старшому лейтенантові В. С. Величко в червні 1944 р. «за мужність і героїзм, проявлені у боях проти німецько-фашистських загарбників», присвоєно звання Героя Радянського Союзу. В. С. Величко загинув в жовтні 1944 р. в ході захоплення радянськими військами території Чехословаччини.
1968 року села Катеринівка й Новокрасне об'єднані під сучасною назвою.

## Економіка села
У Новокрасному обробляється[коли?] 8613 га сільськогосподарських угідь, у тому числі 7982 га орних земель. Напрям господарства — вирощування зернових культур і м'ясо-молочне тваринництво. Є пилорама.

## Освіта та культура
На території Новокрасного є середня школа (23 учителі і 256 учнів), будинок культури із залом на 650 місць, 3 бібліотеки з фондом 18,8 тис. книг, історико-краєзнавчий музей на громадських засадах. Працюють дільнична лікарня на 25 ліжок (12 медпрацівників, у тому числі 3 лікарі), аптеку, дитячий сад на 75 місць; 5 магазинів, будинок побуту, відділення Укрпошти, Ощадбанку України.
У 1975 р. в селі було споруджено меморіальний комплекс на честь місцевих жителів, загиблих в роки німецько-радянської війни.

## Видатні земляки
- Атоян Альберт Юрійович (1984—2015) — солдат Збройних сил України, учасник російсько-української війни 2014—2017[7].
- Генерал-майор інженерних військ В. Ф. Овчаренко, уродженець села.
- Величко Володимир Сидорович (1922—1944) — Герой Радянського Союзу.
- Марко Кропивницький (1840—1910). В Катеринівці пройшли дитячі роки видатного українського драматурга, основоположника українського професійного реалістичного театру, актора, режисера, композитора. Марко проживав у маєтку князя Кантакузена в селі Катеринівка поблизу села Новокрасне, де його батько Лука Іванович працював управителем.

## Ресурси
- Блоґ села Новокрасне [Архівовано 25 липня 2008 у Wayback Machine.]
- Історія сіл і міст України